# Eupithecia decorata
Eupithecia decorata är en fjärilsart som beskrevs av W. Warren 1904. Eupithecia decorata ingår i släktet Eupithecia och familjen mätare. Inga underarter finns listade i Catalogue of Life.